# Eiji Okada
Eiji Okada (岡田 英次 Okada Eiji?, n. 13 iunie 1920, Choshi, Prefectura Chiba, Japonia – d. 14 septembrie 1995, Tokyo⁠(d), Tōkyō, Japonia) a fost un actor japonez.

## Biografie
Eiji Okadaa servit în Armata Imperială Japoneză în timpul celui de-al Doilea Război Mondial și a fost miner și vânzător ambulant înainte de a deveni actor.
A apărut în peste 140 de filme, în mare parte japoneze, între 1949 și 1995, anul morții sale. Rolul său cel mai cunoscut pe plan internațional este cel al bărbatului din filmul franco-japonez Hiroshima, dragostea mea (1959), regizat de Alain Resnais, unde a jucat alături de Emmanuelle Riva. Necunoscând limba franceză, el a trebuit să-și învețe dialogurile fonetic. A jucat, de asemenea, alături de Marlon Brando în thrillerul politic american The Ugly American (1963), regizat de George Englund. Unul dintre cele mai cunoscute filme japoneze în care a apărut este Femeia nisipurilor (1964), adaptarea romanului omonim al lui Kōbō Abe realizată de Hiroshi Teshigahara, în care a interpretat rolul entomologului Niki Jumpei.
Okada a fost căsătorit cu Aiko Wasa, împreună cu care a condus o companie teatrală în Japonia. A murit de insuficiență cardiacă la 14 septembrie 1995, la vârsta de 75 de ani.

## Filmografie selectivă

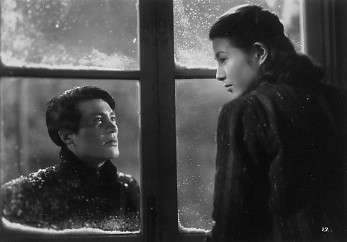
Cu Yoshiko Kuga în Mata au hi made (1950)

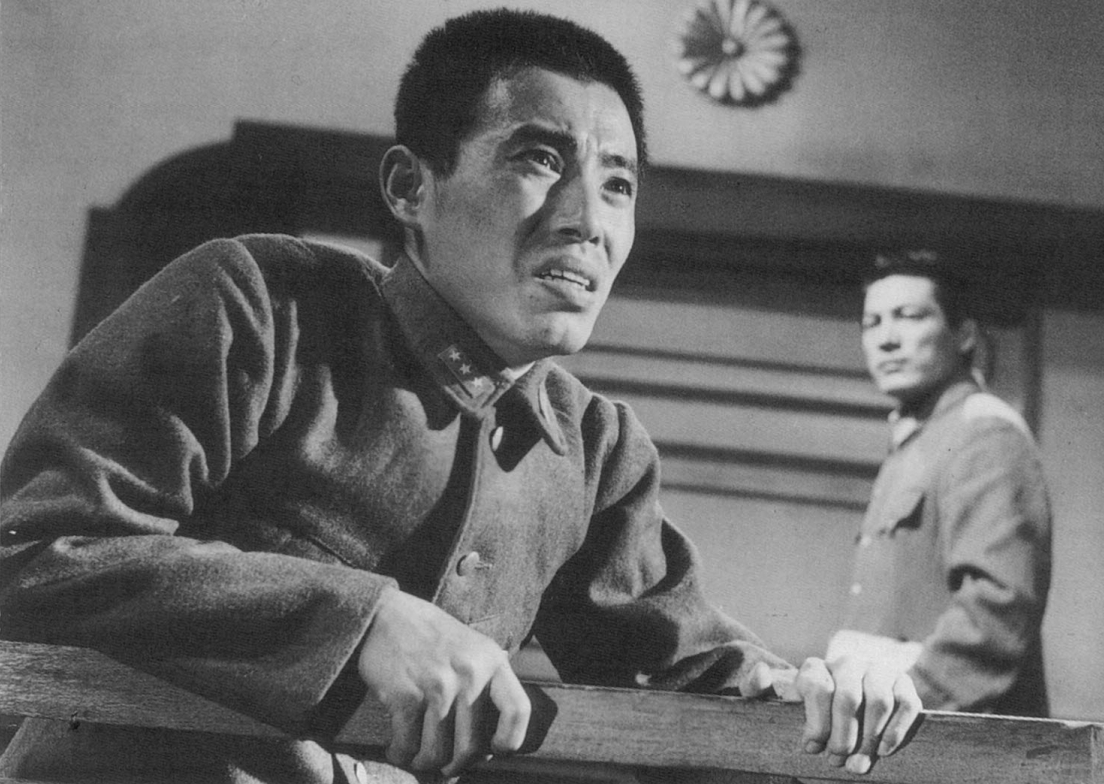
Isao Kimura și Eiji Okada în Zone de vide (1952)

- 1950: Quand nous nous reverrons... (また逢う日まで Mata au hi made?), regizat de Tadashi Imai
- 1952: L'École des échos (山びこ学校 Yamabiko gakkō?), regizat de Tadashi Imai
- 1952: L'Agitation du matin (朝の波紋 Asa no hamon?), regizat de Heinosuke Gosho
- 1952: La Mère (おかあさん Okaasan?), regizat de Mikio Naruse
- 1952: Zone de vide (真空地帯 Shinkū chitai?), regizat de Satsuo Yamamoto
- 1953: La Tour des lys (ひめゆりの塔 Himeyuri no tō?), regizat de Tadashi Imai - profesorul Tamai
- 1953: Hiroshima (ひろしま Hiroshima?), regizat de Hideo Sekigawa
- 1954: Le Milliardaire (億万長者 Okuman chōja?), regizat de Kon Ichikawa
- 1955: Voici une fontaine (ここに泉あり Koko ni izumi ari?), regizat de Tadashi Imai
- 1955: L'Homme-torpille (人間魚雷回天 Ningen gyōrai kaiten?), regizat de Shūe Matsubayashi
- 1957: Un amour pur (純愛物語 Jun'ai monogatari?), regizat de Tadashi Imai
- 1957: La Dernière Extrémité (どたんば Dotanba?), regizat de Tomu Uchida
- 1959: Hiroshima, dragostea mea, regizat de Alain Resnais - „El” (bărbatul japonez)
- 1960: Shinran (親鸞 Shinran?), regizat de Tomotaka Tasaka
- 1963: Le Vilain Américain (The Ugly American), regizat de George Englund
- 1963: Rififi à Tokyo, regizat de Jacques Deray
- 1964: Le Camélia à cinq pétales (五瓣の椿 Goben no tsubaki?), regizat de Yoshitarō Nomura
- 1964: Femeia nisipurilor (砂の女 Suna no onna?), regizat de Hiroshi Teshigahara - entomologul Niki Jumpei
- 1964: Le Parfum de l'encens (香華 Koge?), regizat de Keisuke Kinoshita
- 1964: Assassinat (暗殺 Ansatsu?), regizat de Masahiro Shinoda
- 1965: La Guerre des espions (異聞猿飛佐助 Ibun Sarutobi Sasuke?), regizat de Masahiro Shinoda
- 1966: Le Chef des yakuzas du Japon (日本大侠客 Nihon daikyōkaku?), regizat de Masahiro Makino
- 1966: Le Visage d'un autre (他人の顔 Tanin no kao?), regizat de Hiroshi Teshigahara
- 1967: Itoka le monstre des galaxies (宇宙大怪獣ギララ Uchu daikaijū Girara?), regizat de Kazui Nihonmatsu
- 1967: Le Banquet (宴 Utage?), regizat de Heinosuke Gosho
- 1967: Portraits de Chieko (智恵子抄 Chieko-shō?), regizat de Noboru Nakamura - Tsubaki
- 1968: Le Soleil de Kurobe (黒部の太陽 Kurobe no taiyō?), regizat de Kei Kumai - Yoshino[5]
- 1969: Corps féminins (女体 Jotai?), regizat de Yasuzō Masumura
- 1970: La Vie éphémère (無常 Mujō?), regizat de Akio Jissōji
- 1971: Silence (沈黙 Chinmoku?), regizat de Masahiro Shinoda - Inoue
- 1971: Chimimoryo, une âme au diable (闇の中の魑魅魍魎 Yami no naka no chimimoryo?), regizat de Kō Nakahira
- 1973: Lady Snowblood (修羅雪姫 Shurayuki hime?), regizat de Toshiya Fujita
- 1973: Baby Cart : Le Territoire des démons (子連れ狼 冥府魔道 Kozure Ōkami : Meifumando?), regizat de Kenji Misumi
- 1973: La Légende de Zatoïchi : Retour au pays natal (新座頭市物語・笠間の血祭り Shin Zatōichi monogatari: Kasama no chimatsuri?), regizat de Kimiyoshi Yasuda
- 1974: Yakuza (The Yakuza), regizat de Sydney Pollack
- 1974: Mon chemin (わが道 Waga michi?), regizat de Kaneto Shindō
- 1974: Esupai (エスパイ?), regizat de Jun Fukuda
- 1974: Mesu (メス?), regizat de Masahisa Sadanaga
- 1975: Je suis un chat (吾輩は猫である Wagahai wa neko de aru?), regizat de Kon Ichikawa
- 1976: La Berceuse de la grande terre (大地の子守唄 Daichi no komoriuta?), regizat de Yasuzō Masumura - predicatorul
- 1976: Permanent Blue : Manatsu no koi (パーマネント・ブルー 真夏の恋?), regizat de Shigeyuki Yamane
- 1977: Arasuka monogatari (アラスカ物語?), regizat de Hiromichi Horikawa
- 1977: Utamaro (歌麿 夢と知りせば Utamaro: Yume to shiriseba?), regizat de Akio Jissōji
- 1978: La Guerre atomique/L'Amour perdu (原子力戦争 Lost Love Genshiryoku sensō: Lost Love?), regizat de Kazuo Kuroki
- 1978: Mademoiselle Ogin (お吟さま Ogin-sama?), regizat de Kei Kumai - Ankokuji[6]
- 1978: Furimukeba ai (ふりむけば愛?), regizat de Nobuhiko Obayashi
- 1979: Strangulation (絞殺 Kōsatsu?), regizat de Kaneto Shindō
- 1979: Ōgon no inu (黄金の犬?), regizat de Shigeyuki Yamane
- 1983: Antarctica (南極物語 Nankyoku monogatari?), regizat de Koreyoshi Kurahara
- 1985: Haru no kane (春の鐘?), regizat de Koreyoshi Kurahara
- 1989: La Mort d'un maître de thé (千利休 本覺坊遺文 Sen no Rikyū: Honkakubō ibun?) - Honkakubō[7]
- 1991: Kagerō (陽炎 Kagerō?), regizat de Hideo Gosha

## Legături externe
- Eiji Okada la Internet Movie Database
- Eiji Okada pe Japanese Movie Database